# Kanton Valenciennes-Sud
Valenciennes-Sud (Nederlands: Valencijn-Zuid) is een voormalig kanton van het Franse Noorderdepartement. Het kanton maakte deel uit van het arrondissement Valenciennes.

## Gemeenten
Het kanton Valenciennes-Sud omvatte de volgende gemeenten:
- Artres
- Aulnoy-lez-Valenciennes
- Famars
- Haulchin
- Hérin
- La Sentinelle
- Maing
- Monchaux-sur-Écaillon
- Oisy
- Prouvy
- Quérénaing
- Rouvignies
- Thiant
- Trith-Saint-Léger
- Valenciennes (deels, hoofdplaats)
- Verchain-Maugré